# Ürünveren, Hizan
Ürünveren là một xã thuộc huyện Hizan, tỉnh Bitlis, Thổ Nhĩ Kỳ. Dân số thời điểm năm 2011 là 681 người.